# Narodowy rezerwat przyrody Brouskův mlýn
Brouskův mlýn – narodowy rezerwat przyrody w powiecie Czeskie Budziejowice w kraju południowoczeskim w Czechach.
Rezerwat ten ustanowiony został 30 grudnia 1991 roku na rozległej równinie zalewowej rzeki Stropnice, na powierzchni 138,2 ha i wysokości od 450 do 460 m n.p.m.. Stanowi część proponowanego specjalnego obszaru ochrony siedlisk Stropnice. Swoje powstanie zawdzięcza wysiłkom Stanislava Kucery podejmowanym od 1971 roku. 
Objęty ochroną jest kompleks zbiorowisk roślinności wodnej, mokradłowej i łąkowej z licznymi rzadkimi i zagrożonymi gatunkami roślin oraz gatunkami mięczaków, owadów, płazów i ptaków, charakterystycznymi dla terenów podmokłych, jak również dobrze zachowane meandrujące koryto rzeki. Wśród 10-12 występujących tu wodnych i bagiennych zbiorowisk roślinnych, przeważają obecnie szuwary mannowe oraz szuwary turzycy zaostrzonej. Ku obrzeżom rezerwatu pojawiają się kwaśne młaki niskoturzycowe i zmiennowilgotne łąki trzęślicowe, a na samym sraju sosnowe lasy gospodarcze.
Florę rezerwatu stanowi 150 gatunków roślin wyższych, w tym 23 gatunki prawnie chronione. Reprezentują ją m.in. czarcikęs łąkowy (Succisa pratensis), dziewięciornik błotny(Parnassia palustris), kosaciec syberyjski (Iris sibirica), mniszek Taraxacum nordstedtii, pływacz drobny (Utricularia minor), rosiczka okrągłolistna (Drosera rotundifolia), starzec kędzierzawy (Tephroseris crispa), wełnianka szerokolistna (Eriophorum latifolium), wełnianeczka alpejska (Trichophorum alpinum).
Rezerwat zasiedlają liczne wilgociolubne pająki, muchówki i chrząszcze. Bogatą odonatofaunę reprezentuje m.in. lecicha białoznaczna (Orthetrum albistylum). Spośród tutejszych motyli wymienić można dostojkę selene (Boloria selene), modraszka telejusa (Maculinea telejus) i przeplatkę diaminę (Melitaea diamina). Spośród roztoczy stwierdzono występowanie tu 119 gatunków mechowców z 70 rodzajów i 40 rodzin. Tutejsze płazy to: kumak nizinny, rzekotka drzewna i żaba moczarowa, a węże: zaskroniec zwyczajny, żmija zygzakowata. Stwierdzono tu 65 gatunków awifauny. Najliczniejszą część stanowią  potrzos zwyczajny i świerszczak zwyczajny, ale gniazdują tu też m.in. podróżniczek, bekas kszyk, wodnik zwyczajny czy kropiatka.